# ساندرا آگیلار
ساندرا آگیلار (اسپانیایی: Sandra Aguilar‎؛ زادهٔ ۹ اوت ۱۹۹۲) ژیمناست ریتمیک اهل اسپانیا است.